# 2.ª Flota (Japón)
La 2.ª Flota (第二艦隊 Dai-ni Kantai?) fue una flota de la Armada Imperial Japonesa que sirvió en diferentes conflictos. Servía como una fuerza móvil de rápida ejecución, estando compuesta por cruceros y destructores.

## Historia
La 2.ª Flota se creó el 27 de octubre de 1903 por el Cuartel General Imperial como una flota móvil de cruceros y destructores. Principalmente fue creada para la persecución de la Armada Imperial Rusa para entablar una línea de batalla con su homónima 1.ª Flota.